# Sede titolare di Celano
Celano (in latino: Caelanensis) è una sede titolare della Chiesa cattolica.

## Storia
Celano, nella Marsica, tra V e VI secolo, fu probabilmente sede provvisoria dei vescovi marsicani, la cui dimora in origine si trovava nell'antica città di Marruvium sulle sponde del lago del Fucino.
Al sinodo romano del 501, detto sinodo palmare, convocato dal re Teodorico, in assenza di papa Simmaco, prese parte Vaticanus, episcopus ecclesiae Ceneliensis, che firmò la lettera sinodale datata 23 ottobre 502, con la quale si ristabiliva sulla cattedra romana Simmaco contro l'usurpatore Lorenzo.
Le molte varianti presenti nei manoscritti, non rendono certi né il nome del vescovo (Vagitanus, Viticanus, Baticanus) né la sua sede di appartenenza (Ceneliensis, Celiliensis). In questa incertezza, Ferdinando Ughelli attribuisce Viticanus sia alla diocesi di Cagli nelle Marche, che alla diocesi di Calvi in Campania. Queste attribuzioni sono escluse da Lanzoni, che invece propone, «ma senza alcuna pretesa», di identificare la sede di Vaticano con Celano nella Marsica; la tesi di Lanzoni è fatta propria da autori successivi.
Dal 2009 Celano è una sede vescovile titolare della Chiesa cattolica; la sede finora non è stata assegnata.

## Cronotassi dei vescovi
- Vaticano † (menzionato nel 501)